# 文特沃思 (密蘇里州)
文特沃思（英語：Wentworth）是位於美國密蘇里州牛頓縣的村。

## 人口
根據2020年美國人口普查的數據，文特沃思的面積為0.48平方千米，皆為陸地。當地共有人口98人，而人口密度為每平方千米204人。